# 莫干山550号

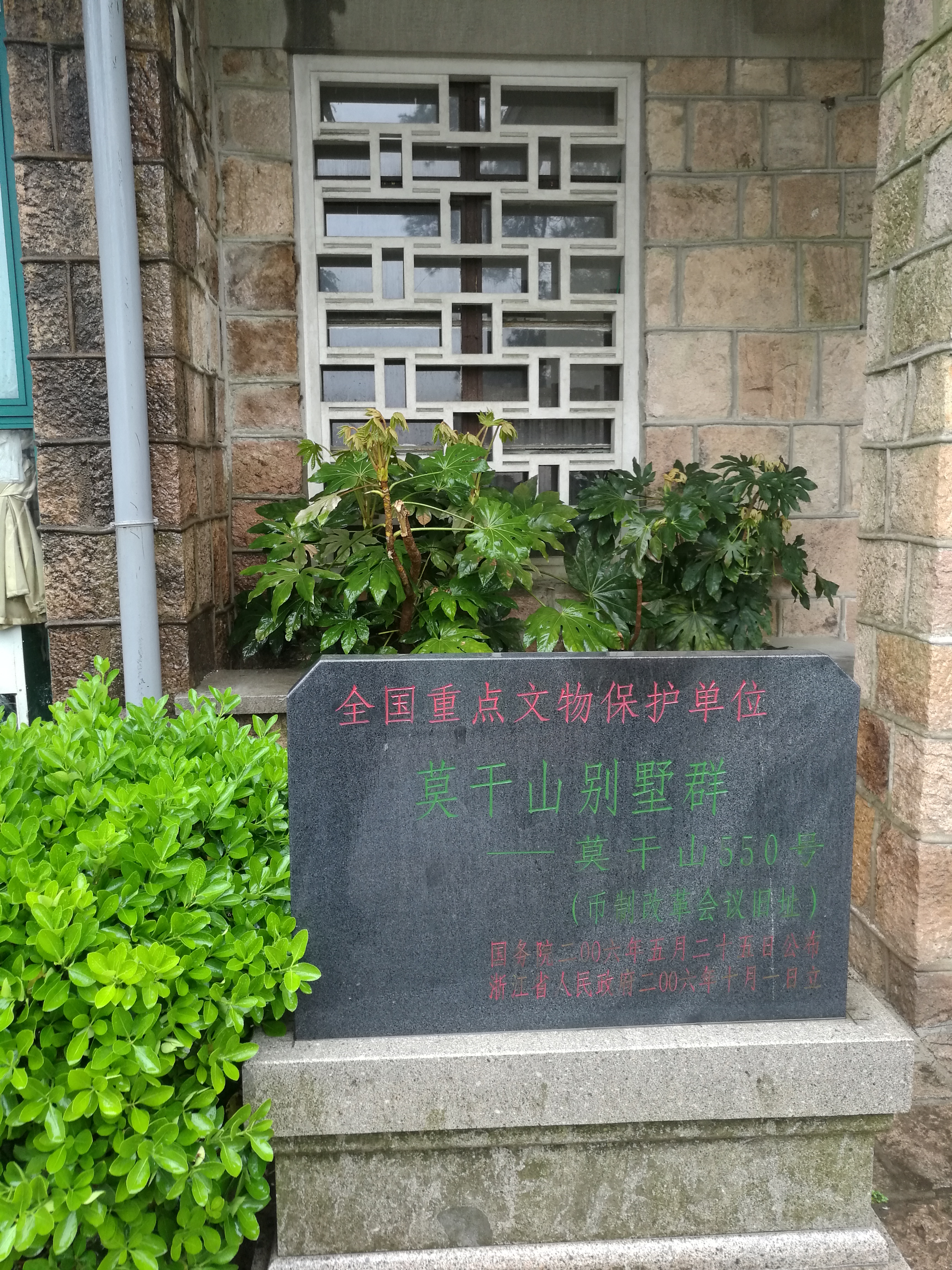
全国重点文物保护单位牌匾

莫干山550号即币制改革会议旧址，原名松月庐，位於浙江省湖州市德清縣莫干山景區內东北部的武陵村景区。
1933年，陈永清在莫干山东端环境幽静的金家山屋脊头山脊平地上，修建了松月庐别墅，门牌编为莫干山550号。
1948年7月29日，蒋中正在莫干山松月庐召开币制改革会议，研究发行金圆券事，行政院院长翁文灏、財政部長王雲五、外交部长、中央银行总裁俞鸿钧与会，通过王云五所拟的金圆券方案，意图挽救财政:352。
2006年5月，莫干山550号即币制改革会议旧址，作为莫干山別墅群的一部分，被國務院列為第六批全國重點文物保護單位。

## 外部連結
- 莫干山